# FENCE OF DEFENSE IV RED ON LEAD
FENCE OF DEFENSE IV RED ON LEAD（フェンス・オブ・ディフェンス フォース　レッド・オン・レッド）は1989年10月8日にリリースされたFENCE OF DEFENSE4thアルバム。

## 解説
キャッチコピーは「"NEO"ハードロック宣言」。ドライな、肩の力を抜いた作品を作りたいというコンセプトのもと、ハード・ロックのテイストがふんだんに取り入れられた。ジャケットもこれまでのダークな色合いから一転して赤一色となった。
その反面、『LITTLE BIRD』のようにアコースティック・ギターとパーカッションのみによる曲や、『LOVE CLASH』のようなサイケデリックな曲もある。この作品で初めて北島健二が、『LET ME IN YOU』、『ROCK DESERT』の2曲を提供している。
発売から2か月半後の12月21日には本作の収録曲『MAGRITTE DANCE』がシングル・カットされ、カップリングには新曲「STAY OR GO」が収録された。この楽曲は長い間アルバム未収録だったが、2007年にリリースされたベストアルバム『GREAT FREAKERS BEST 〜FENCE OF DEFENSE 1987-2007〜』に初めてアルバムに収録された。

## 参加ミュージシャン
- 小泉洋、設楽篤志、堀内耕太郎、古川隆 ： シンセサイザーオペレーター
- 坪倉唯子 ： コーラス

## 収録曲
| 全編曲: FENCE OF DEFENSE。 |                                  |                    |           |       |
| #                          | タイトル                         | 作詞               | 作曲      | 時間  |
| 1.                         | 「CHAIN REACTION」               | FENCE OF DEFENSE   | 西村麻聡  | 4:09  |
| 2.                         | 「DO IT」                        | 早咲めぐみ         | 西村麻聡  | 4:50  |
| 3.                         | 「NAKED EYES」                   | K.INOJO、柳川英巳  | 西村麻聡  | 5:12  |
| 4.                         | 「LET ME IN YOU」                | FENCE OF DEFENSE   | 北島健二  | 5:15  |
| 5.                         | 「MAGRITTE DANCE」               | 柳川英巳           | 西村麻聡  | 5:13  |
| 6.                         | 「DAMN CITY」                    | K.INOJO、西村麻聡  | 西村麻聡  | 4:02  |
| 7.                         | 「LOVE CLASH」                   | K.INOJO            | 西村麻聡  | 4:50  |
| 8.                         | 「LITTLE BIRD」                  | 柳川英巳、西村麻聡 | 西村麻聡  | 4:03  |
| 9.                         | 「ROCK DESERT」                  | FENCE OF DEFENSE   | 北島健二  | 4:16  |
| 10.                        | 「WELCOME TO THE TREASURE LAND」 | FENCE OF DEFENSE   | 西村麻聡  | 5:38  |
| 合計時間:                  | 合計時間:                        | 合計時間:          | 合計時間: | 47:28 |

## 楽曲解説
1. CHAIN REACTION
  - 6thシングル。
2. DO IT
3. NAKED EYES
  - 同年3月に行われた日本武道館ライブにおいて、次のシングル曲として演奏されていた楽曲。しかし実際にリリースされたのは前述通り『CHAIN REACTION』で、結局この楽曲がシングル化される事はなかった。
4. LET ME IN YOU
5. MAGRITTE DANCE
  - 後の1989年12月21日に7thシングルとしてシングル・カットされている。ちなみに「MAGRITTE」とはベルギーのシュルレアリスムの画家ルネ・マグリット（(René Magritte）のこと。
6. DAMN CITY
7. LOVE CLASH
  - 6thシングル『CHAIN REACTION』のカップリング曲。
8. LITTLE BIRD
  - アコースティック・ギターとパーカッションのみで構成された楽曲。
  - ベストアルバム『GREAT FREAKERS BEST 〜FENCE OF DEFENSE 1987-2007〜』にも収録されているほか、リプロダクションアルバム「FENCE OF DEFENSE 20th Anniversary RE-PRODUCT 1987-1992』には新たにリミックスしたものが収録されている。
9. ROCK DESERT
10. WELCOME TO THE TREASURE LAND
  - ベストアルバム『GREAT FREAKERS BEST 〜FENCE OF DEFENSE 1987-2007〜』には、ライブでの演奏時のアレンジを基にしたセルフカバー音源が収録されている。